# Maculinea arcas
Maculinea arcas är en fjärilsart som beskrevs av Eugen Johann Christoph Esper 1778. Maculinea arcas ingår i släktet Maculinea och familjen juvelvingar. Inga underarter finns listade i Catalogue of Life.